# Temps (philosophie)
Pour les articles homonymes, voir Temps (homonymie).

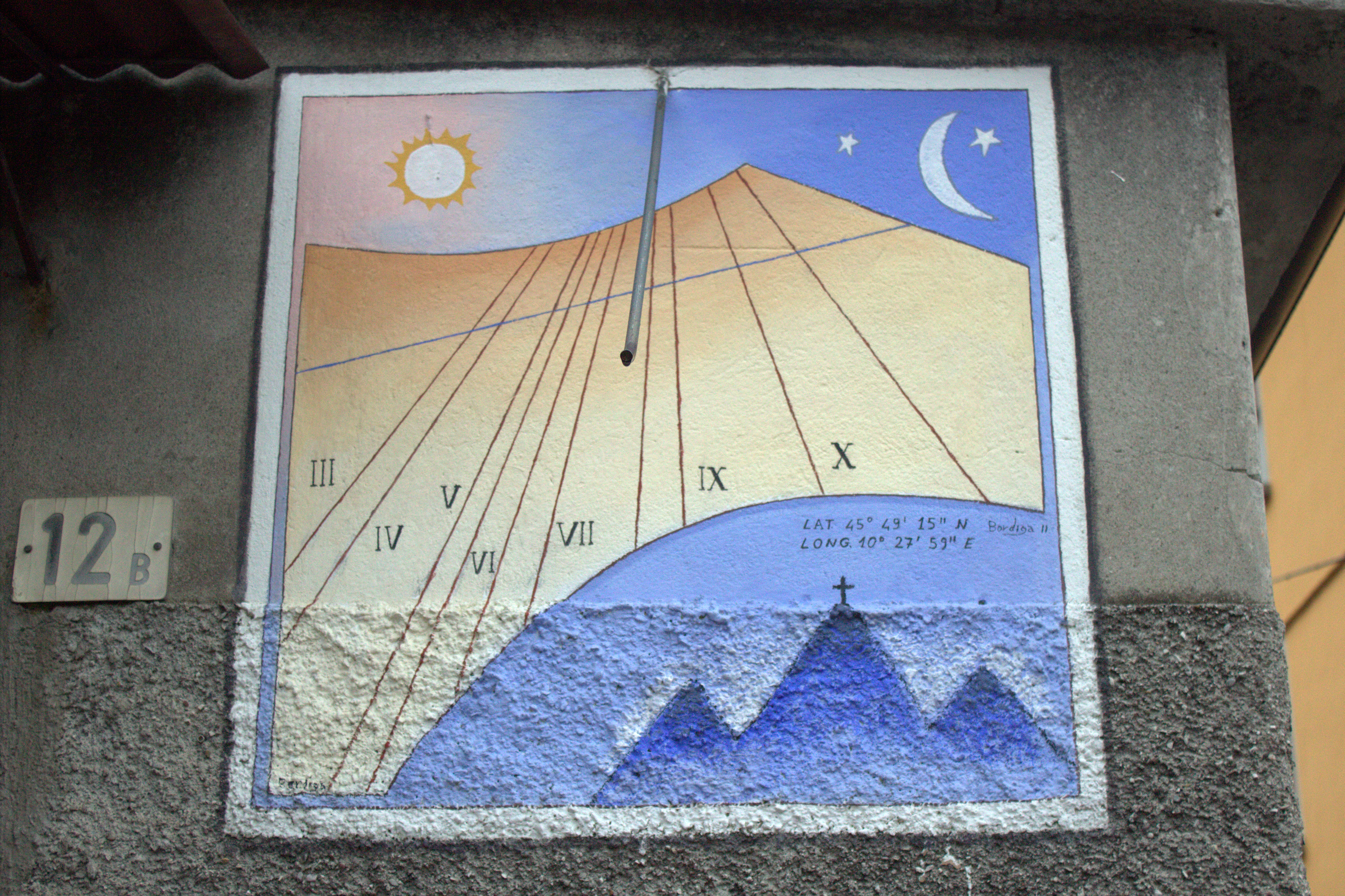
Bagolino - Horloge solaire.

C'est principalement sous la forme du « temps qui passe » que toute existence humaine prend conscience du phénomène du temps. Les interrogations à son sujet accompagnent depuis l'origine toute l'histoire de la philosophie.
Les philosophes se sont interrogés à la fois sur son origine, sa nature et son concept. Après les premières hypothèses mythiques que l'on doit aux grecs de la Grèce archaïques, Aristote liant temps et mouvement, dans sa Physique  installe une doctrine « physico-mathématique » du temps qui, sous des aspects divers, s'est fondamentalement perpétuée telle quelle y compris dans l'attitude scientifique jusqu'à nos jours. La pensée Métaphysique directement issue d'Aristote domine inchangée au Moyen Âge et dans la Scolastique. En parallèle se développe, à partir d'Augustin puis avec René Descartes et enfin Emmanuel Kant, une pensée du temps qui, sans renier l'acquis aristotélicien, réintroduit les ressorts psychologiques de la perception du temps. Au XXe siècle, Henri Bergson, Edmund Husserl et Martin Heidegger mettent l'accent sur la durée et la « temporalité » préparant ainsi une nouvelle approche du concept de temps en rupture avec la conception traditionnelle.

## La question du temps
L'article « Temps » du Dictionnaire des concepts philosophiques insiste sur l'« équivocité » du concept dans l'histoire de la philosophie. Le rédacteur de cet article attribue ces difficultés à « la collusion de deux conceptions différentes du temps, fondées chacune sur des aspects fondamentaux et distincts de celui-ci, mais irréductibles », à savoir un principe de changement à caractère processif se manifestant dans toute chose à travers la succession des « maintenant » ou l'universel stable et indéfini de tous les changements. Dans ce dernier cas conçu comme un contenant universel statique, le temps relèverait soit du monde sensible soit du sujet percevant et connaissant. Équivoque le temps « qui est à la fois une grandeur physique symbolisée par le paramètre « t », constitutive de la plupart des lois physiques et la « dimension intérieure » de notre conscience, où se déroule le cours même de notre existence, tandis qu'apparaît processivement le flux de nos vécus ». 

### Qu'est-ce que le temps?
« Qu’est-ce donc que le temps? Si personne ne m’interroge, je le sais; si je veux

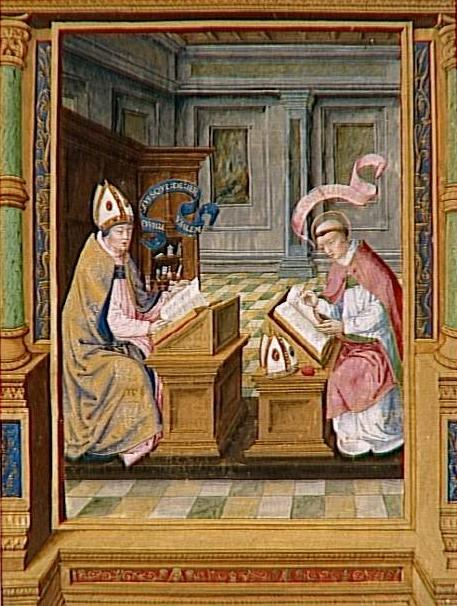
Saint Augustin et Cyrille de Jérusalem.

répondre à cette demande, je l’ignore. Et pourtant j’affirme hardiment, que si rien
ne passait, il n’y aurait point de temps passé; que si rien n’advenait, il n’y aurait
point de temps à venir, et que si rien n’était, il n’y aurait point de temps présent.
Or, ces deux temps, le passé et l’avenir, comment sont-ils, puisque le passé n’est
plus, et que l’avenir n’est pas encore? »

— Saint Augustin,Confessions, Livre XI, chapitre 14 
Maître Eckhart le décrit ainsi : « Le temps, c'est ce qui se transforme et se diversifie, l'éternité se maintient dans sa simplicité » (cité par Jean Greisch).
Pour beaucoup, « la question de l’être du temps est extrêmement complexe puisque l’être et le temps forment a priori un couple antithétique. L’être est stable et immuable, le temps quant à lui est le principe même du changement et du devenir ». D'autre part on a l'exemple de saint Augustin qui se plaint dans la citation mise en exergue du présent article. Le temps se cache en son phénomène même et se cachant au regard il se cache du même coup au savoir note le même auteur.
S'ils ont bien recensé certains de ses traits, à la question de « qu'est-ce que le temps ? » les anciens n'ont pas véritablement répondu. G. E. R. Lloyd récuse l'existence d'une conception unique et parle plutôt de thèmes et de significations très largement divergentes où se mêlent des thèmes manifestement non philosophiques.
Dans un bref historique, l'histoire du concept du temps, comme celle de l'Être, est coutumièrement exposée à partir de l'opposition entre Parménide et Héraclite. La philosophie grecque pense d'abord le temps selon sa réalité cosmique et cyclique. Les premiers penseurs, tel Anaximandre parlant « de l'« ordre du temps » comme de la loi à laquelle les choses sont soumises » identifient ainsi le temps au « mouvement » du « Tout ». Platon, devant le constat du mouvement héraclitéen, se soucie de préserver le caractère immobile de l'Être, conception qu'il puise chez Parménide en concédant « qu'un monde engendré ne pouvant être éternel, celui-ci n'est qu'une image mobile de l'éternité immobile que nous appelons le Temps ». Platon constatant le caractère mobile du temps qu'il oppose à l'immobilité de l'éternité y voit l’imitation, dans l’ordre des productions matérielles, de la perfection absolue et instantanée du modèle intelligible ; c'est-à-dire, une reprise de celui-ci en mode mineur, à travers le déploiement sans fin du mouvement circulaire et régulier. Zénon d'Élée en vertu du paradoxe de la divisibilité du temps à l'infini concluait à son inexistence

#### Le temps est-il réel?
Aristote remarque que le temps qui se présente toujours divisé en futur et en passé  c'est-à-dire dans deux grandes divisions, l'une le passé n'est plus, l'autre le futur n'est pas encore, « aucune d'elles n'est » rappelle Joseph Moreau. Le présent auquel on semblerait pouvoir concéder une certaine réalité en tant que limite entre passé et futur n'est qu'un instant, qui lui-même nous dit Aristote, n'est pas une partie du temps. Parce que l'instant, qui concentre toute la réalité possible du temps, est de nature contradictoire étant à la fois toujours le même et toujours autre, « la nature fluente du temps se révèle inintelligible ».

#### Le temps est-il cyclique ou linéaire?
Dans la Grèce antique, les plus célèbres défenseurs du caractère cyclique du temps ou de l'éternel retour, suivant une appellation stoïcienne tardive, furent les premiers stoïciens, Zénon, Cléanthe, Chrysippe, avant Diogène de Babylone et Panétios. Dans son principe, l'histoire du monde y est vue comme se déroulant de façon cyclique. Après plusieurs milliers d'années (« la Grande Année »), une même suite d'événements se répète, identique à la précédente, avec des éléments recomposés. Le mot employé chez les Grecs est palingénésie (παλιγγενεσία), notion proche qui signifie « genèse à nouveau », « nouvelle naissance » ou « régénération ». C'est contre les aristotéliciens qui avaient rejeté la conception d'un temps cyclique, que les stoïciens ont soutenu à l'inverse, la thèse d'un temps périodique.
Avec l’avènement du christianisme se produit un changement de paradigme radical : au temps circulaire, qui prenait ses références dans les cycles de la nature, s’est substitué un temps linéaire, adapté au récit historique et à l’attente messianique. Le temps des hommes a fait son entrée sur la scène du monde… entrée suffisamment fracassante pour scandaliser une tête grecque comme celle de Plotin, qui ne peut admettre que le temps ait un commencement et une fin.

#### Le temps est-il éternel?
La conception abstraite du temps n'étant pas encore dégagée Hésiode dans sa Théogonie développe dans son mythe de la création à partir du chaos initial une autre perspective axée sur les « cinq races ou cinq âges de l'humanité » qui se distinguent entre elles suivant leur expérience particulière du temps et leur comportement. On y voit un ordre temporel étroitement lié à un ordre moral entraînant en cas de rupture des conséquences catastrophiques.
Dès l'origine, note Françoise Dastur, le temps physique qui se caractérise par la diversité et l'hétérogénéité est compris par opposition à l'éternité , cette représentation qui se poursuivra jusqu'à nous selon la formule de Maître Eckhart « le temps, c'est ce qui se transforme et se diversifie, l'éternité se maintient dans sa simplicité ». Les premiers penseurs se sont appuyés sur cette idée d'éternité, qu'ils croyaient comprendre pour asseoir, par opposition, leur compréhension du temps fuyant des hommes confrontés eux, à toutes sortes d'événements, à la mort et au vieillissement. La primauté de l'éternité qui représente l'idéalité platonicienne du temps ordinaire et à laquelle il est comparé traversera toute l'histoire du concept du temps.
L'idée d'immortalité et non pas d'éternité qui distingue les dieux des simples mortels se trouve progressivement dégagée, elle domine la thématique du héros grec ou demi-dieu, honoré au-delà de sa mort par une large et persistante renommée de même qu'à travers certains cultes qui acceptent l'idée de la transmigration des âmes. L'interprétation du passé et un certain sens historique émergent et se distinguent progressivement des premières interprétations mythologiques notamment grâce à « l'influence des civilisations proche-orientales au contact desquelles les Grecs ont pris conscience de l'étendue et de la continuité du passé », notamment Hérodote et l'Égypte .
Cette prise de conscience de la réalité et du poids du passé entraîne la mise en place dans chaque cité de calendriers, notamment afin de régir la durée du mandat des représentants au conseil, ainsi que pour les cultes et fêtes religieuses.

### L'origine du temps
Dans la pensée archaïque, l'origine du temps et la question de l'origine cosmologique ou théologique du monde sont confondues[réf. souhaitée]. Ce n'est que progressivement que la question du temps a été examinée de manière autonome, notamment en rapport avec la réflexion sur le mouvement et sa réalité physique.

#### La question du moteur ou premier principe
Dans son examen des vues traditionnelles sur la nature du temps Aristote examine d'abord celle qui identifie le temps au mouvement du Tout- la totalité de l'étant, dans son mouvement serait le temps lui-même, puis celle qui assimile le temps non au Tout mais « à l'ultime sphère céleste qui dans son mouvement circulaire embrasse toutes choses et les renferme en soi ». Aristote retient ce point de vue et fait de la première sphère de son système cosmologique le moteur du mouvement universel.

#### Dans l'esprit ou dans les choses
Aristote comme Platon lient chacun, dans un certain rapport cosmologique, le temps au mouvement cosmique universel.
Néanmoins, la conscience intime du temps amène Aristote, qui conservera l'idée d'une priorité du mouvement, à l'associer étroitement à l'âme Même s'il n'est pas le premier, Aristote se pose la question suivante : le temps est-il un pur produit de notre conscience ou existe-t-il en dehors d’elle ? D'un côté comme le temps est ce qui peut être nombré, il présuppose la faculté organisatrice de l’âme et la conscience de la durée, ce qui souligne le rôle de l'âme. D'un autre côté  nous devons pourtant reconnaître les effets du temps sur les choses qui nous sont extérieures. En l'absence de toute conscience, le monde ne serait pas pour autant un chaos, il serait toujours réel, toujours soumis à un ordre successif : celui des jours et des nuits, des saisons, des astres. Le mouvement des choses qui en modifie l'aspect et la position démontre l’action du temps.
Augustin comprenant à l'instar d'Aristote le temps comme ce qui est mesuré, va dire que l'esprit est seul capable de mesure et tenter d'expliquer la durée par une « distension de l'âme ». On doit attendre le XIIe siècle et la traduction des traités aristotéliciens pour que l'alternative entre un temps physique et un temps psychologique refasse surface.

## La pensée grecque archaïque
L'Antiquité nous lègue toute une panoplie d'approches du temps dont beaucoup ont perdu pour nous toute signification, alors que la pensée aristotélicienne, tout entière contenue dans une quinzaine de pages de la (Physique, 217b), qui le représente comme une succession de « maintenant » forme encore la base de notre compréhension ordinaire du phénomène.
On trouvera, en ligne, dans la contribution du Dr G. E. R. Lloyd Le temps dans la pensée grecque un développement important sur les conceptions pré-philosophiques du temps à partir d'Homère et d'Hésiode, en passant par un certain nombre de penseurs connus sous l'étiquette générale des présocratiques, jusqu'à Anaximandre qui aux dires de l'auteur a délivré le premier énoncé rationnel original.

### Les directions fondamentales
Le professeur G. E. R. Lloyd, de l'Université de Cambridge, relève chez Homère trois occurrences représentées par trois termes faisant signe vers la temporalité :
1. Chronos (en grec ancien Χρόνος / Khrónos), pour certains intervalles de temps,
2. Aïon (en grec ancien Αἰών) qui fait référence à la durée de vie ou la destinée d'un homme ou d'une génération,
3. Kairos (en grec ancien καιρός) qui fait signe vers l'idée de l'opportunité à saisir et du moment favorable dans lesquels Ulysse est passé maître.

« Plotin, avec son Aiôn, propose plutôt une spéculation théosophique qu'une interprétation rigoureuse s'en tenant au phénomène », écrit Martin Heidegger. Plotin réfute la théorie aristotélicienne du temps comme nombre ou mesure, car il considère que c’est une erreur de chercher le temps exclusivement dans le mouvement, ce dernier n’en est qu’un aspect, et pas le plus important. Il préfère en revenir à la définition platonicienne du temps comme « image mobile de l’éternité immobile » (Timée 37d)… réinterprétée de manière toute personnelle.
Une attention particulière doit être portée à la pensée moins connue du Kairos, dieu du temps kaïrologique, c'est-à-dire la pensée de l'action, de l'occasion et du temps propice. Ce moment de l'action  « que la vieille sagesse grecque enseignait à reconnaître selon sa puissance ou encore à « saisir par les cheveux » et que Aristote apprenait à savoir discerner dans son enseignement grâce à la vertu de prudence, la phronêsis  » note Michel Haar. Contrairement à la conception du temps chronologique qui domine, le Kairos n'est pas dans une chronologie régulière où chaque maintenant est équivalent à un autre. C'est cette très ancienne compréhension du temps, comme moment favorable, que la phénoménologie contemporaine tentera de faire revivre.

### La perception du temps par les anciens penseurs grecs
Dans les poèmes homériques, il n'est pas question d'un temps continu, abstrait et sans qualité, comme nous le connaissons, mais d'un phénomène chargé d'affectivité dans lequel les mortels vivent d'une vie opposée à celle des immortels alors que « les générations humaines sont comparées à la croissance et à la chute des feuilles ». Le plus souvent, les textes homériques et les tragédies sont dominés par l'implacabilité du destin sans que toutefois disparaisse absolument un espace de jeu, qui n'est pas encore le « libre arbitre », mais qui permet à certains hommes de mettre en échec la destinée par la ruse et la perspicacité comme chez Ulysse.
Une fois dépassé le stade mythologique, l'idée du temps devient plus abstraite et comme le développe le rédacteur de l'article « temps » dans le Dictionnaire des concepts.., celui-ci est plus ou moins rapporté au mouvement du soleil et du ciel, parfois d'ailleurs, chez les uns, carrément identifié à ce mouvement cosmique, pour les autres (Platon et Aristote) comme simplement lié. Selon G. E. R. Lloyd si « les notions abstraites du temps sont restées élémentaires [,] les deux idées de la fatalité et du caractère transitoire de la vie humaine ont été par contre exprimées avec force ».
G. E. R. Lloyd relève à propos de la perception du temps, dans cette première pensée grecque, deux traits fondamentaux, apparemment contradictoires. D'une part le cycle des saisons, le mouvement des corps célestes et le retour des fêtes religieuses suggèrent, un trait caractéristique du temps sa mobilité et son caractère répétitif tandis que par ailleurs le vieillissement et la mort inéluctable conforte son caractère d'irréversibilité.
Héraclite d’Éphèse sera le premier philosophe à traiter explicitement du temps et à en reconnaître la réalité ; mais c’est pour en déplorer la fuite, l’inconstance et l’inintelligibilité : « Nous nous baignons et nous ne nous baignons pas dans le même fleuve » (fragment 12). « Nous sommes et nous ne sommes pas » (fragment 49a). « Le froid devient chaud, le chaud froid, l’humide sec et le sec humide » (fragment 126). Le temps tour à tour oppose (Conflit) et accorde (Harmonie) les contraires et, à ce titre, il apparaît bien comme le moteur universel de la nature. Mais il est tout autant un non-sens, car il viole les principes logiques d’identité et de non-contradiction.
De cette expérience universelle d'un temps lié au changement, la question que l'on trouvera constamment posée dans cette période, sera celle de savoir si le mouvement embrasse, surplombe, commande ou même n'est qu'un substitut du temps. Aristote montrera que si le temps ne peut pas être identifié au mouvement il est selon son expression « quelque chose du mouvement ».
Plotin reprochera à Aristote de méconnaître l'essence du Temps. « Le temps n'est pas essentiellement une mesure du mouvement, il est d'abord autre chose, et par accident, il fait connaître la quantité de mouvement » comme l'écrit Sandy Torres, Plotin rattache le temps à la vie de l'âme.
De ce que le temps peut être mesuré par divers moyens (clepsydre, cadran solaire), un peu comme l'espace, il en vient même chez certains à être conçu comme un nombre, conception qui se poursuivra jusqu'à Aristote, le concepteur du temps métaphysique.
Les historiens s'accordent sur le fait que c'est sans doute à la perception du changement et de la succession que l'on doit la notion de temps et l'émergence de ses caractères essentiels :
1. le sentiment du changement et de la permanence, d'où sont issus les premiers concepts métaphysiques de Substance et d'Accident,
2. la simultanéité (ou synchronie), qui permet d’exprimer l’idée qu’à un même moment, des événements en nombre peut-être infini se déroulent conjointement, a priori sans aucun rapport les uns avec les autres,
3. la notion de succession, ou diachronie, (et par-là, l’antériorité et la postériorité) et enfin,
4. la durée et l'irréversibilité.

Même si l'on met de côté les approches manifestement mythiques, l'interprétation correcte des pensées les plus anciennes reste difficile. La tendance la plus constante des commentateurs consiste à imaginer, peut être à tort, que les anciens étaient préoccupés des mêmes questions que nous ou que la similitude des termes utilisés à propos de la temporalité recouvrent des concepts identiques.

## La pensée métaphysique
La Métaphysique, qui prend son essor avec Aristote, ambitionne d'être une philosophie première ou fondamentale des premiers principes à partir desquels se sont constitués toutes les sciences.

### Aristote

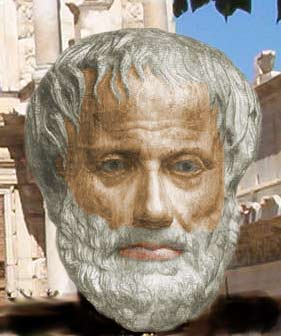
Visage d'Aristote créé par ordinateur.

Aristote, relève Pierre Aubenque combine subtilement l'héritage platonicien qui valorise le passé et ses mythes avec l'idée parfaitement opposée d'une histoire source de progrès des connaissances et des techniques, l'ensemble étant corrigé par l'idée d'un devenir cyclique qui entretient l'image de l'éternité du Cosmos.
Avec lui, on a la première tentative d'explication physico-mathématique du temps pendant que ses principales déterminations (succession, irréversibilité, mesurabilité), dégagées par la pensée archaïque, vont être exprimées avec plus de rigueur encore. Aristote complète le concept avec deux autres caractères du temps que nous connaissons bien : la continuité et la simultanéité. François Vezin exprime parfaitement l'importance de l'approche aristotélicienne dans le constat qu'il fait que toute l'histoire de la philosophie reposerait  « sur une interprétation du temps bien précise [si bien que] toute interrogation sur le temps ne peut plus se situer que par rapport à une quinzaine de pages d'Aristote ».
Pour Aristote, si le « temps » n'est pas directement le mouvement, il lui est néanmoins étroitement lié, puisqu'il dit de lui qu'il est, selon son expression, « quelque chose du mouvement ». Aristote donne pour preuve de cette liaison que dans les états de sommeil, nous ne percevons plus le temps,. Le temps est ressenti, lorsque est perçu, dans un mouvement, entendu au sens philosophique le plus large possible (voir article « Mouvement (philosophie) »), un « ordre d'antériorité et de postériorité ».
Nous percevons le temps, lorsque nous distinguons dans le « mouvement » à travers l'ordre des positions successives du mobile, l'antérieur et le postérieur et, disant cela, nous ne tombons pas dans une définition, que beaucoup ont cru critiquer comme étant circulaire (le temps est temps) dans une exégèse thomasienne. Subtilement Aristote constaterait que c'est la « quantité », qui lui est coextensive, et non le mouvement lui-même qui implique antériorité-postériorité, comme le note R.P. Sertillanges,. Le temps sera le « nombre nombré » (nombre du mouvement selon l'avant et l'après), c'est-à-dire quantitatif, du mouvement. François Fédier, sous l'influence de Heidegger remplacera l'expression, peut être peu claire, de « nombre nombré » par l'expression : « ce qui est compté » à travers le regard qui porte « sur le « avant » et le « après » qui vont avec le mouvement » .

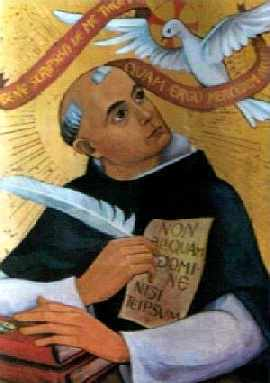
Thomas d'Aquin

Mais comme tout mouvement est nécessairement borné et limité (voir Mouvement (philosophie)), il s'agit pour Aristote de raccrocher cette définition du temps qui est infini à un mouvement qui serait perpétuel, simple et nécessaire. Il va le trouver dans le mouvement circulaire du ciel qui apparaît comme un mouvement perpétuel et nécessaire, sans commencement ni fin, n'étant pas un mouvement entre des contraires, il n'a pas de point initial écrit Émile Bréhier
Avec Aristote s'impose l'idée d'un temps qui prend sa source dans la nature et passe avec les choses autrement dit d'un temps objectif ignorant l'observateur, qui régnera jusqu'à ce que Newton développe pour ses besoins, la conception d'un temps théorique, le « temps newtonien », coulant uniformément, sans relation avec quoi que ce soit d'extérieur, ni observateur ni choses.
Chez Aristote enfin, « le temps est pour la première fois cerné à partir de la notion du temps présent c'est-à-dire du « maintenant » ». Toute l'analyse aristotélicienne repose sur ce postulat de la permanence du maintenant, maintenant qui va donc constituer la seule réalité du temps écrit au cours d'une analyse complexe, Pierre Aubenque. À noter que cette façon d'aborder le temps à partir de la primauté du présent ne sera plus jamais remise en cause dans toute l'histoire de la philosophie.

### Scolastique et Moyen Âge
Les Scolastiques et notamment le plus célèbre d'entre eux Saint Thomas d'Aquin épousent la pensée d'Aristote en lui donnant selon l'opinion de R.P. Sertillanges un « développement et une précision qu'elle n'avait point chez le Stagirite ». Thomas d'Aquin reprend et simplifie la présentation des thèses d'Aristote concernant la non identité du temps et du mouvement, la relation qu'ils entretiennent, la justification formelle du principe de continuité. L'élaboration scolastique va ancrer de telle sorte la pensée aristotélicienne qu'aucune tentative pour découvrir l'énigme du temps ne pourra plus se dispenser d'un débat avec Aristote écrit Jean Greisch.
L'Aquinate s'oppose aux Sophistes qui nient l'existence du Temps. Sur ce sujet de l'existence du temps, de sa réalité contestable, rappelons le commentaire de Joseph Moreau.

## La pensée du temps dans l'histoire

### Saint Augustin

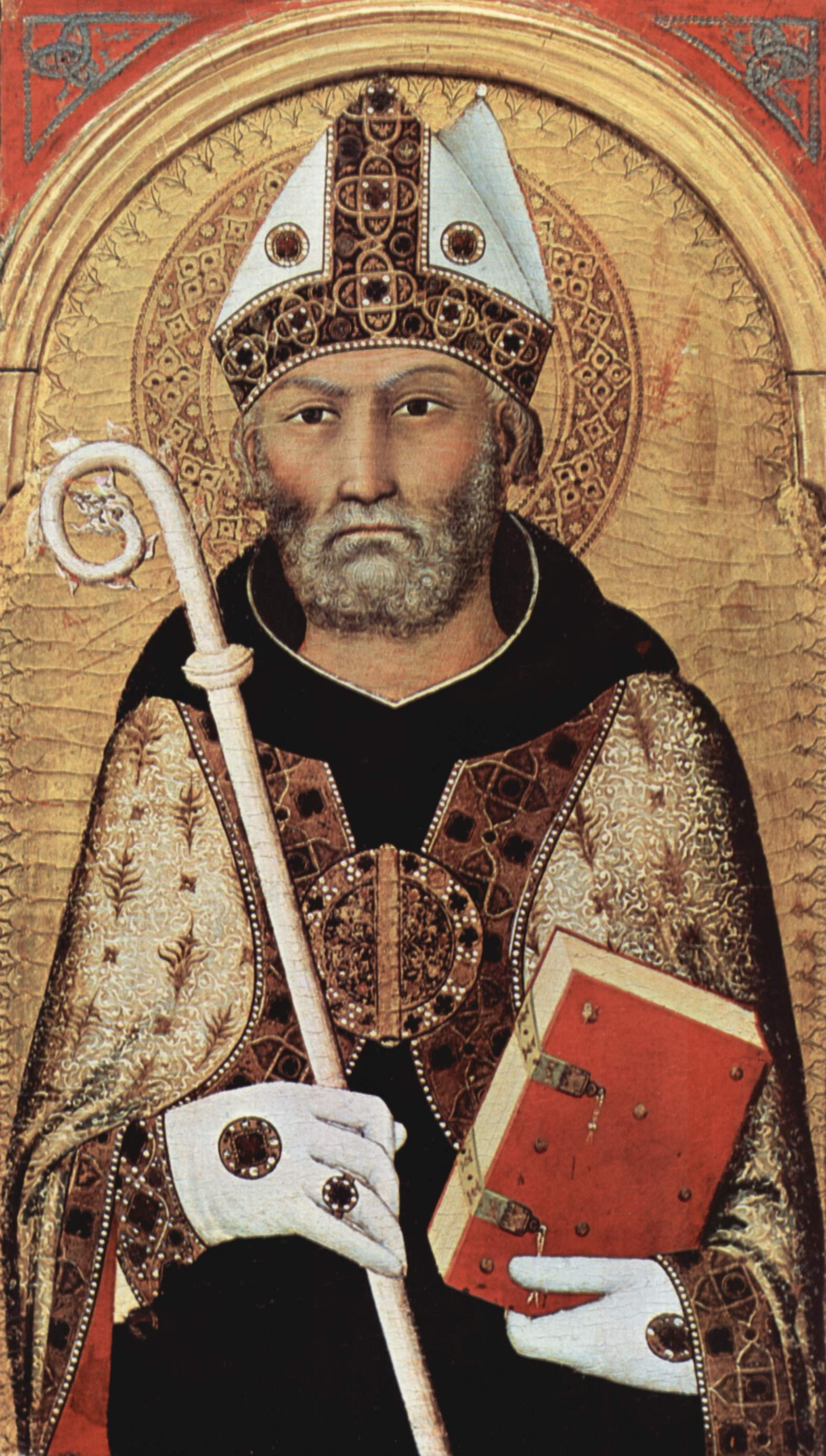
Augustin-Simone Martini

Augustin comprenant à l'instar d'Aristote le temps comme ce qui est mesuré, pense que l'esprit est seul capable de mesure. On doit attendre le XIIe siècle et la traduction des traités aristotéliciens pour que l'alternative entre un temps physique et un temps psychologique refasse surface.
Averroès et les aristotéliciens médiévaux (les grands commentateurs du Moyen Âge chrétien sont Albert le Grand et son disciple Thomas d'Aquin) pour asseoir l'unité du Temps procèdent à réunification des mouvements divers en accordant une primauté ontologique à celui de la première sphère céleste
Guillaume d'Ockham, récuse l'existence même de ce problème. Pour lui « le temps n'est rien d'autre que ce par quoi nous mesurons un mouvement, [] pour mesurer un mouvement nous en utilisons un autre pris en tant qu'étalon ». En faisant état d'une connotation de la notion de mouvement avec le temps Guillaume d'Ockham évite de parler de l'âme.
À noter qu'avec la modernité, la perspective générale change. Alors que depuis Platon le déroulement du temps était perçu comme une dégradation, une perte, par rapport à une origine que l'on tente en vain de retrouver, cette vision s'est progressivement inversée au bénéfice d'un temps devenu formateur et créateur .
De Augustin nous connaissons cette célèbre remarque : « Qu’est-ce donc que le temps ? Si personne ne me le demande, je le sais ; mais si on me le demande et que je veuille l’expliquer, je ne le sais plus » du livre XI des Confessions. Pour lui, le présent est à double titre le pivot de l'approche du temps. D'une part, Augustin insiste sur le fait que c'est à partir du présent que nous envisageons le passé, le présent et le futur. Il écrit à ce propos « C'est donc une impropriété que de dire : il y a trois temps, le passé, le présent et le futur. Il serait sans doute plus juste de dire : il y a trois temps : le présent du passé, le présent du présent, le présent du futur […] Le présent du passé, c'est la mémoire ; le présent du présent, c'est l'intuition ; le présent de l'avenir c'est l'attente-(Confessions,  XI, xx, 26.) » Jean Greisch, fait de cette analyse « une préfiguration de la temporalité ek-statique » .
Pour autant estime Paul Ricœur, Augustin n'a pas réfuté la primauté aristotélicienne du mouvement ni même que le temps nous enveloppe et nous domine sans que l'âme ait la puissance de l'engendrer.

### Descartes
Descartes distingue temps et durée. Cette dernière concerne diversement toutes choses, alors que le temps intervient pour rassembler et comparer les premières. La durée correspond à ce qui est, ou existe, et le temps devient une simple façon de penser (Principes I 57). Le premier débat tourne autour de la question de la continuité du temps dans lequel Descartes soutient à la fois la contingence de la durée vécue et la continuité du temps, écrit Claude Troisfontaines. La contingence du temps de la conscience implique la création continuée à savoir que « Dieu intervienne pour conserver le sujet, c'est-à-dire, pour le récréer en quelque sorte à tout moment ».

### Le kantisme

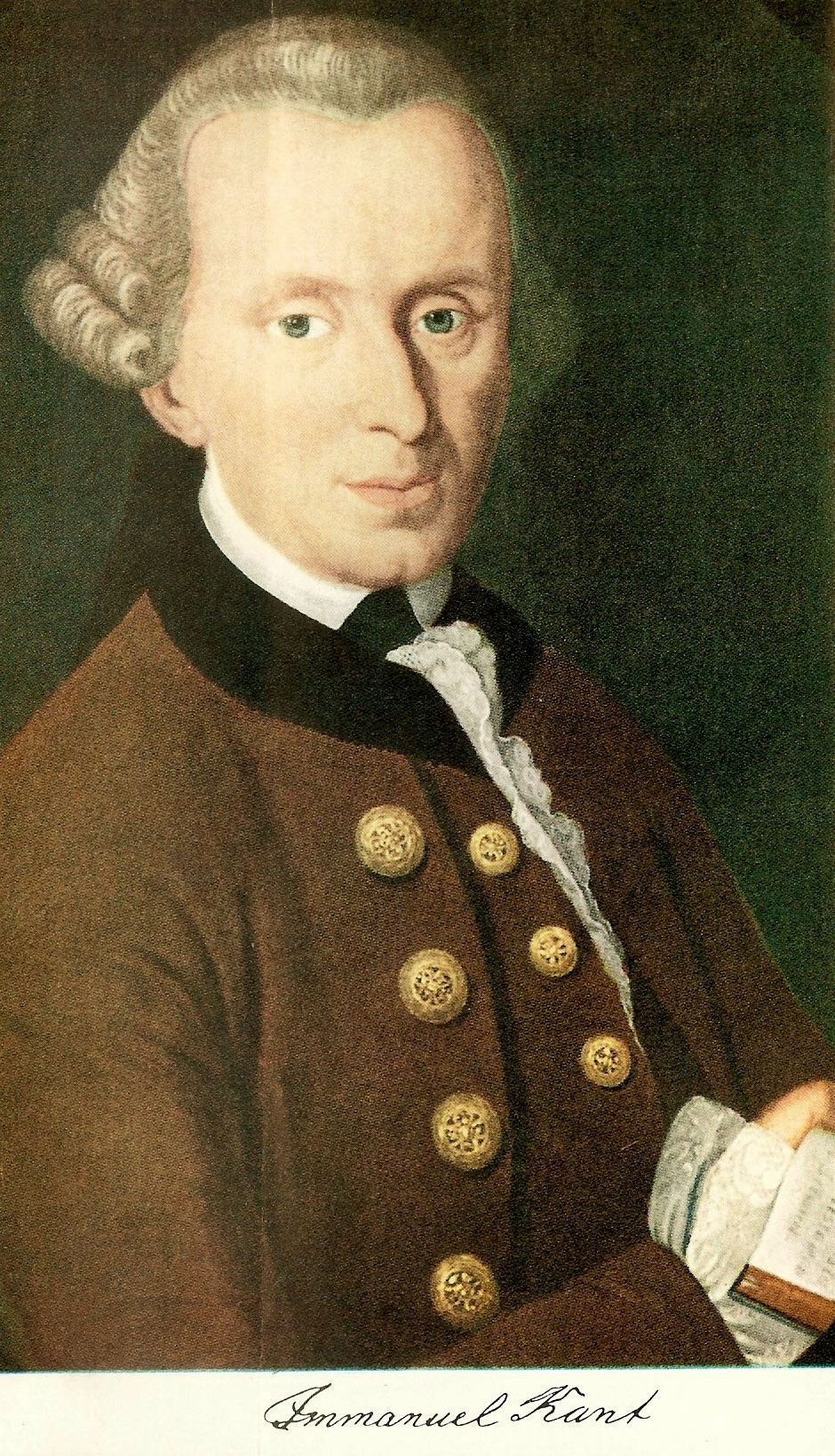
Kant

Emmanuel Kant, aborderait le temps sous un angle nouveau, il cherche à savoir comme le note Françoise Dastur « quelle est la fonction dévolue au temps dans tout acte d'entendement », pour cela il cherche à déterminer dans ce cadre métaphysique inchangé la nature du temps.
1. Le temps apparaît comme n'étant pas un concept empirique, c'est-à-dire qu'il n'est pas une chose comme une autre[N 10].
2. Le temps est une représentation nécessaire a priori puisqu'il est la condition de possibilité des phénomènes. Il apparaît (à l'instar de l'espace), comme une forme a priori de la sensibilité, nécessaire à la constitution de l'expérience humaine. Cette forme est dite a priori parce qu’elle précède nécessairement les données sensibles de l'expérience, elle seule rendant cette expérience, possible[N 11].
3. Le temps est un universel présent dans toute expérience, que celle-ci concerne des objets extérieurs ou qu’elle soit intérieure, comme l’est l’imagination par exemple. Le temps n'est pas conceptuel, car un concept est construit à partir d'éléments plus simples que lui, or, un morceau de temps n'est pas plus simple que le temps entier[N 12].
4. Le temps n'est pas un concept parce qu'il n'est pas la simple représentation d'un caractère commun à une multitude, mais qu'il contient en soi une multitude de représentations, en ce sens il s'agit d'un universel d'un genre particulier. Kant parle à ce propos de « grandeur infinie »[47],[N 13].
5. En tant que « grandeurs infinies » le temps avec l'espace forment un tout unique[47]. Ils sont ensemble comme une forme sensible donné dans une intuition immédiate et inséparable des phénomènes[N 14].

La modernité ajoute aux traditionnels caractères (succession, irréversibilité, mesurabilité), un quatrième trait : la « linéarité », dont la philosophe Hannah Arendt ,cité par Sandy Torres, soutient qu'elle ne s'installa véritablement dans les esprits qu'au XVIIIe siècle « au moment où fut établie la chronologie prenant comme point central la naissance du Christ, à partir duquel les événements sont datés non seulement vers le futur mais aussi vers un passé lointain ». Avec la phénoménologie va naître le temps conçu comme rupture, discontinuité, et coupure.
Alors que tout le monde, y compris ses épigones du courant néo-kantien comprenait sa Critique de la raison pure , comme une théorie philosophique de la connaissance scientifique, Heidegger, dans son livre Kant et le problème de la métaphysique soulève une autre interprétation possible du kantisme remarque  François Vezin. Il s'agit de montrer en quoi Kant a au fond réhabilité la métaphysique, en lui faisant retrouver la solidité d'un sol inexpugnable à partir d'une critique de la raison dont il est avéré qu'elle peut errer et se tromper. À partir d'une lecture phénoménologique, Heidegger voit dans la doctrine du schématisme « comme une pierre d'attente pour une problématique de la temporalité » et les prémisses d'une analytique de la finitude et de la métaphysique du  Dasein,.

### Kierkegaard

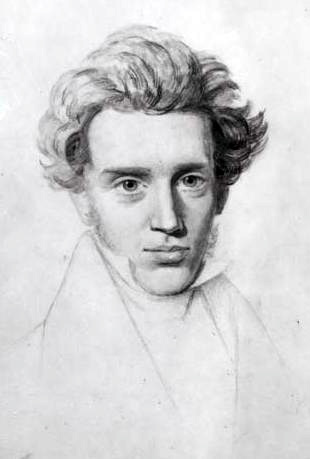
Kierkegaard

Søren Kierkegaard considère que la réalité qui compte est celle de l'homme dans son historicité concrète. De ce fait, il est peut-être le premier, qui accorde une telle place à l'existence au point d'en faire pour chaque être humain la seule réalité. Dans la lignée de sa pensée, si le temps a quelque réalité, il la tient de son rapport à l'existence. Pour Kierkegaard il ne s'agit pas d'un rapport extérieur mais d'une réalité essentielle qui tient au fait que l'existence est elle-même temporalité, écrit Jean Nizet. Comme il y a différentes manières d'exister, Kierkegaard en comptant au moins trois, le découpage du temps en trois stades de temporalité correspondra aux trois stades d'existence. Kierkegaard expose en outre, une théorie du temps (de l'« instant » et de la « répétition »), de l'instant comme "carrefour du temps et de l'éternité", et des « stades » de l'existence (esthétique : rapport de l'homme à la sensibilité ; éthique : rapport de l'homme au devoir ; religieux : rapport de l'homme à Dieu) qu'il ne faut pas comprendre de manière chronologique ni de manière logique mais plutôt de manière existentielle.

### Bergson

Henri Bergson

Le temps tient une place centrale dans l'œuvre du philosophe Henri Bergson notamment dans son Essai sur les données immédiates de la conscience . Celui-ci s’oppose à la conception du temps qu'implique le modèle « physico-mathématique », linéaire et abstrait : une suite d’instants à la fois identiques et extérieurs les uns aux autres, instants, ponctuels, homogènes et dénombrables qui ne partagent rien avec ce qui a lieu en eux, indifférents aux contenus comme au sujet. Le temps serait alors la succession des instants, comme la ligne est une succession de points. Or la ponctualité n'étant pas une détermination temporelle mais spatiale, Bergson qualifie ce temps de « temps spatialisé » , c’est-à-dire pensé sous le modèle de l’espace. Penser ainsi le temps c'est le détruire comme temps.
Bergson entend traiter du temps en décrivant directement les « vécus de conscience », découverts notamment par l’introspection. C’est ainsi qu’il dévoile cette dimension qualitative du psychisme humain qui montre que le temps est une durée au sens où il y a une interpénétration des états de conscience « successifs », chacun d’eux conservant ce qui est venu avant lui tout en apportant quelque chose de nouveau. Le temps, ne serait rien d'autre pour lui que le processus qualitatif d’évolution des états de conscience qui ne se laissent pas diviser en instants. Rien ne manifeste plus cette épaisseur du temps que le processus de délibération dans lequel le moi et les motifs sont en perpétuels devenir. À propos de la décision qui conclut, Bergson relève que la conscience décide après une véritable « maturation » (les options du départ se sont enrichies de l'épaisseur du temps), lorsque la décision correspond le plus totalement possible à ce qu'elle est.

## La phénoménologie du temps
De Kant à Husserl et enfin Heidegger la question du temps a subi une profonde mutation. La phénoménologie veut avant tout, contre l'attitude naturelle, faire apparaître le mode de constitution de la temporalité au niveau du vécu. La phénoménologie choisit de ne pas se préoccuper du temps du monde et de l'existence des objets. Elle se distingue fondamentalement des sciences de la nature en ce qu'elle se détourne du temps objectif. Le grand débat historique portant sur l'origine du « temps » (dans les choses ou dans la conscience), à savoir sur l'existence d'un temps ayant ou non son écoulement propre appréhendé par la conscience se termine avec Heidegger, pour lequel il n'y a, selon Françoise Dastur « qu'un unique processus de « temporalisation » auquel on ne peut attribuer aucune substance séparée ».
C'est avec l'introduction du thème de la temporalité que la nouvelle manière phénoménologique de poser la question de la nature du temps se signale. Avec Husserl le questionnement prendra son orientation définitive. La question ne sera plus de savoir comment le temps perçu est constitué à partir du temps senti mais de comprendre le mode d'apparition en se référant aux vécus spécifiques dans lesquels il se constitue « de constituer l'apparaître du temps ».

### Franz Brentano
Franz Brentano, philosophe et psychologue allemand, se demande ce qui nous procure la sensation de la durée. Il ne semble pas que cela soit la persistance d'une « excitation » car la durée d'une sensation n'implique pas automatiquement la sensation de la durée. Brentano s'appuyant sur l'exemple de la musique, décrit la conscience du temps de telle sorte qu'à chaque moment d'une perception (interne ou externe) une représentation est produite par le contenu de la perception qualitativement identique mais repoussée temporellement en arrière jusqu'à une certaine limite. le caractère temporel est une détermination du contenu dont le changement régulier est soumis aux lois propres de la conscience. Brentano appelle ce processus, « association originaire ». Husserl récusera l'analyse de Brentano qui se serait exclusivement tenu sur le terrain psychologique et non phénoménologique, en travaillant avec des « objets temporels » à l'origine d'une excitation avec sa sensation correspondante.

### Edmund Husserl

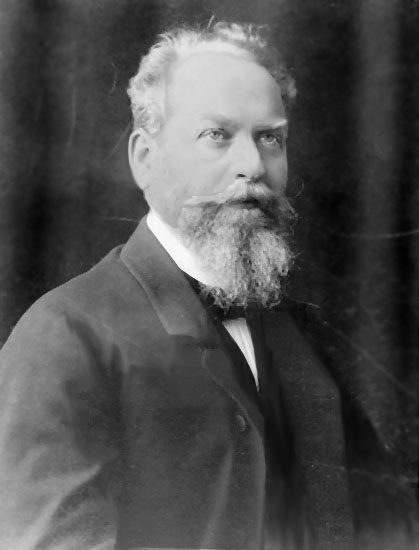
Edmund Husserl

Dans une étude qu'il consacre à une éventuelle similitude de conception du temps entre Heidegger et Husserl, Bernet Rudolf constate que l'attitude phénoménologique caractérisée par la « mise hors circuit du temps objectif » conduit Husserl, à situer l'origine du temps dans « les formations primitives de la conscience ». « C'est l'une des découvertes fondamentales de la phénoménologie husserlienne du temps, que le temps n'est pas simplement un objet de la conscience, parmi les autres, mais que la conscience est elle-même intrinsèquement structurée de façon temporelle ; voire que le temps joue un rôle primordial dans l'auto-constitution du flux absolu de la conscience » écrit Alexander Schnell. La conscience du temps comme pur temps des vécus va devenir pur immanent. L'objet en tant que perçu présent, commémoré au passé, ou anticipé au futur représente trois sortes de corrélations intentionnelles que le présent va permettre de lier dans une trame continue (conscience rétentionnelle et protentionnelle). En effet « ce privilège du présent s'explique d'une part par le fait que le souvenir se rapporte à ce qui a été présent et que l'attente attend qu'advienne un nouveau présent ». Il n'y aurait donc pas d'expérience du passé ou du futur indépendamment du présent.
L'auteur va parler d'une « similitude entre l'analyse husserlienne de l'unité entre impression originaire, rétention et protention au sein de la conscience absolue et l'analyse heideggérienne de l'unité ek-statique horizontale ». Peut-on, s'interroge Camille Riquier dire, c'est vers Edmund Husserl que l'on se tourne si l'on recherche une provenance à la temporalité « ek-statique » à l'« être-là » (Dasein), alors même qu'Heidegger déclare expressément « ne pouvoir rien tirer des analyses husserliennes sur le temps » pour avancer dans sa compréhension ontologique ?

#### La conscience rétentionnelle et protentionnelle
Dans son livre Leçons pour une phénoménologie de la conscience intime du temps Husserl reconduit dès le début
la question relative à l'essence du temps vers la question de son origine, elle-même axée sur « les formations primitives de la conscience du temps » et dont il s'agira de comprendre les modalités de constitution en acte note Rudolf Bernet. La constitution appelle une réduction. Pour Husserl avec la « Réduction » il s'agit de « procéder à l'exclusion complète de toute espèce de suppositions, d'affirmation, de conviction à l'égard du temps objectif » . À la base il y a le constat de la différence entre la durée objective du processus physique et le temps immanent de la conscience qui le perçoit et qui elle, se situe en deçà de toute mesure, de toute objectivité. Le temps objectif va être constitué et apparaître à partir du temps senti. Mettre en évidence cette constitution consiste à remonter du temps immanent, apparaissant, à son mode d'apparition, c'est-à-dire aux vécus spécifiques en lequel se constitue l'apparaître du temps,.
Husserl part du constat que le temps ne peut être perçu en lui-même, il est toujours le temps d'un objet « il ne peut être séparé de ce qui dure, de sorte qu'une analyse phénoménologique qui voudrait saisir le temps apparaissant lui-même serait réduite au silence ». Toute perception d'« objet temporel », est accompagnée de la conscience d'une durée. L'« objet temporel » trouve son origine dans l'acte de perception et secondairement dans la remémoration et l'attente. Ainsi remarque Husserl « quand un son résonne, mon appréhension objectivante peut prendre pour objet le son qui dure et résonne là, et non pourtant la durée du son ou le son dans sa durée. Celui-ci comme tel est un objet temporel ». Dans un son qui dure n'est proprement « perçu » que le point de la durée caractérisé comme présent. De l'extension écoulée nous avons conscience dans des rétentions de parties de durée dont la clarté est déclinante au fur et à mesure de leur éloignement. De plus à cet obscurcissement correspond un raccourcissement de chaque maillon du son tombant dans le passé comme une espèce de perspective temporelle analogue à la perspective spatiale. C'est de ce phénomène d'appréhension des objets temporels que Husserl va tirer sa compréhension de ce qu'il appelle la « conscience constitutive du temps ».
Pour Husserl, la conscience du temps visée est un pur temps des vécus, ou selon son expression, la conscience intime ou immanente du temps, par quoi il faut entendre le temps qui nous apparaît ou « temps immanent de la conscience ». Cette conscience est un vécu intentionnel qui se décline en trois actes intentionnels propre correspondant au présent de la perception, à l'acte de remémoration d'un objet passé, et enfin en un acte d'attente correspondant à un objet futur, ces actes étant corrélés entre eux,. On voit que ce qui lie et noue ces trois actes intentionnels ne peut être que le « présent » autour duquel se situent les deux autres actes remémoration du passé et attente du futur, qui s'accomplissent eux aussi, nécessairement, dans le présent de la conscience. L'expérience perceptive du présent, la « présentification », est le fondement de tout conscience du temps Husserl retrouve ainsi une très ancienne position augustinienne sur ce sujet à savoir l'affirmation du privilège du « présent ».
À noter que « rétention » et « protention » qui sont des actes qui accompagnent tout présent, diffèrent des concepts du « souvenir » et de l'« attente » qui sont des actes intentionnels autonomes. Toute perception d'objet temporel est accompagnée de la conscience d'une durée. L'« objet temporel » trouve son origine dans l'acte de perception et secondairement dans la remémoration et l'attente.

#### La conscience absolue
Ultimement la temporalité des actes intentionnels, perception remémoration et attente est fondée dans une dernière étape dans le « flux de la conscience absolue, constitutive du temps ». La conscience absolue est une appréhension du temps qui elle-même n'est plus dans le temps. Les prédicats temporels tels que « maintenant », « auparavant », « successivement » « simultanément » ne s'appliquent pas à la conscience absolue elle-même, mais seulement aux objets temporels immanents tels que les vécus intentionnels de perception. Cette non temporalité de la conscience absolue est à vrai dire « une autre temporalité, la temporalité d'une conscience qui est en deçà des vécus intentionnels ».
Le présent de la conscience absolue est tout à la fois rétention d'un objet temporel immanent et rétention des phases écoulées du flux de la conscience elle-même. La conscience retient et se retient ; elle retient les objets passés dans le présent et se retient dans ce que déjà elle n'est plus. Rudolf Bernet montre toutefois la contradiction qu'implique cette fondation dans la conscience absolue qui s'avère être réversible. Husserl n'est pas arrivé à libérer la conscience absolue des phénomènes. Rudolf Bernet parle à ce propos d'une « temporalité du rapport à soi et du rapport aux choses, enlacées l'une à l'autre, s'exigent l'une l'autre comme deux côtés d'une même chose ».

### Martin Heidegger

#### La rupture avec la tradition

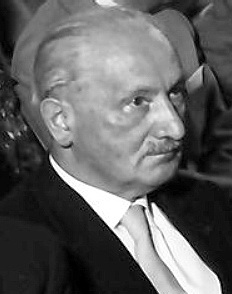
Heidegger en 1960.

Martin Heidegger s'interrogeant sur la nature du Temps cherche à le comprendre à partir de lui-même. « Avec cette formulation du problème, il prend définitivement congé de la tradition métaphysique, illustrée par Platon et surtout Plotin, pour laquelle la seule manière de rendre intelligible, ce pouvoir d'altération et de dissémination qu'est le temps serait de le penser, par effet de contraste à partir de l'éternité » écrit Jean Greisch ; que ce soit l'interprétation du temps par le « mouvement » avec Aristote, l’éternité avec les Scolastiques, la conscience avec Saint Augustin, l'esprit avec Hegel ou Kant, le « vécu » pour Bergson,. Le temps public, ordinaire, le temps des horloges serait un temps dérivé qui tirerait son sens et sa valeur, d'un temps sous-jacent, dissimulé, plus originaire. Avant Heidegger, Bergson et Husserl tentèrent aussi d'échapper au temps linéaire des horloges. Sur ce sujet, Philippe Capelle-Dumont, signale une brève annotation de Saint Augustin qui avait attiré l'attention de Martin Heidegger « En toi, mon esprit, je mesure les mouvements du temps, [c'est toi que je mesure], quand je mesure le temps »(Confessions, Livre XI, xxvii), ouverture qui n'a malheureusement pas eu de suite.
Dans cet esprit, Heidegger entend réserver au « temps » un droit autonome (absolument indépendant du mouvement). Pour lui le temps trouve sa source dans la « temporalité » propre à la « réalité humaine », le  Dasein dont il fait une analyse poussée dans son ouvrage Être et Temps. Ce fait n'implique nullement le retour à une conception d'un temps subjectif. Une nouvelle chronologie phénoménologique va se mettre en place qui vise à dépasser l'ancienne formée à partir des choses du « monde », les cycles des jours et l'année solaire. Heidegger critique, dans une première étape, l'Aristote de la tradition à qui il impute la responsabilité d'avoir justifié la conception du temps vulgaire comme succession de « maintenants » .
Dès avant Être et Temps et à la suite de ses premières analyses sur la « vie facticielle » une « phénoménologie de la temporalité », autrement dit une interrogation sur l' « être du temps » (qu'est-ce que le temps en soi ?), avait commencé à prendre corps écrit Michel Haar. Heidegger y déplore que l'on puisse dire beaucoup de choses sur le temps  tout en n'ayant aucune intelligence de ce que « signifie le temps », pour nous. François Vezin attribue à deux hypothèses de Heidegger, qu'il qualifie de « coups de génie », la percée qu'il effectue dans la compréhension de cet « être du temps ». Il démontre que cette philosophie, issue d' Aristote en interprétant le temps comme « suite de maintenants », et dont Husserl n'avait su se dégager, obstrue toute possibilité de renouvellement. Or, comme l'écrit Françoise Dastur, il s'agit d'un héritage dont nous n'avons pas conscience, alors que« l'ontologie antique comprenait bel et bien l'être à partir du temps, même si les grecs eux-mêmes n'en avaient pas conscience ».
Pour Heidegger, l'interprétation du temps issue d'Aristote, comme phénomène lié au mouvement n'est qu'une appréciation superficielle qui appauvrit la richesse et la profondeur du phénomène. L'interprétation du temps et l'interprétation de l'être sont étroitement liés, tout l'effort de Heidegger dans son livre majeur Être et Temps va consister à faire ressortir que le temps est ce par quoi l'« être » peut être compris , ainsi énonce-t-il, selon Françoise Dastur« le temps est l'horizon possible de toute compréhension de l'être en général » . Il ne s'agira donc plus comme ajoute cet auteur de « rendre compte à la manière traditionnelle du temps comme de ce milieu où se disperse la présence ». Nous assistons à un véritable changement de perspective, le temps ne passe pas et le passé loin d'être condamné à s'effacer s'avère riche d'avenir,.

#### Le temps et l'existence
Le temps n'est ni un étant, ni comme l'écrit Christian Dubois « un rejeton déchu de l'éternité [...], mais plutôt l'espace de jeu à partir duquel l'homme, le  Dasein peut être (au sens d'apparaître sur la scène du Monde) ». L'homme qui selon la philosophie d'Heidegger est cet étant qui comprend l'être et qui pour ce qui le concerne a « à être » (c'est ce que l'on nomme l'existence). C'est le temps et plus particulièrement l'avenir qui donne la possibilité d'un être toujours en avant, à la recherche de sa propre authenticité  et qui a à assurer la permanence de son soi.
Comme Husserl, Heidegger se laisse guider par la question concernant l'« origine » du temps objectif. Si les deux philosophes fondent leur analyse du temps sur un rapport de dérivation Heidegger adjoint un troisième niveau, ignoré de Husserl, qui découle de la temporalité propre du Dasein. Philippe Capelle-Dumont décrit ainsi le rapport du temps véritable à l'existence humaine, qui prend la forme pour l' « être-là » que nous sommes d'un point d'appui à partir duquel la temporalité authentique peut se déployer. « L'être-là coïncide avec lui-même dans la temporalité de sa- possibilité extrême- : sa propre mort. Cette coïncidence se réalise dans le mouvement d'anticipation (Vorlaufen) qui transcende l' être-révolu. L'anticipation saisit l'« être révolu » comme possibilité propre de chaque instant, comme ce qui est certain maintenant ». Pour Heidegger l'être du sujet se constitue à travers l'éclatement de la temporalité ekstatique de l'« être-au-monde » alors que pour Husserl l'identité du Je pur reste inaffectée par le flux temporel de la conscience.
Rudolf Bernet note une similitude dans la recherche d'une unité de la tripartition des moments du temps (impression originaire , rétention et protention) chez Husserl et l'unité ekstatique horizontale (du passé, du présent et de avenir) de Heidegger. Alors que Husserl fonde cette unité sur le présent à partir duquel seulement, passé et futur sont pensables, Heidegger attribue la primauté au futur. Avec ce primat accordé au futur, Paul Ricœur fait état de relations nouvelles entre les trois dimensions du temps qui vont constituer le concept de « temporalité », temporalité qui désigne : « l'unité articulée de l'avenir, de l'avoir-été et du présenter qui doivent être pensés ensemble ». Heidegger relève un ensemble de phénomènes inaperçus ou négligés qu'il va intégrer dans son approche.

#### Le temps ne passe pas, il vient
Heidegger va révolutionner la perspective philosophique en délaissant la vision rabâchée d'un « temps qui passe », qui s'écoule, pour tenter de penser le temps comme quelque chose qui arrive et qui nous arrive.« Le temps ne passe pas, loin d'être voué à s'éloigner, se diluer, s'effacer dans la nuit, le passé se révèle être paradoxalement riche d'avenir. Si le temps passait bien des expressions qui nous sont familières perdraient toute signification (le temps presse, qu'il s'endort, qu'il travaille, que certains sont en avance ou en retard sur leur temps) »-.
La temporalité fonde la structure ontologique du Dasein. « En se comprenant à partir de la mort (voir être-vers-la-mort), comme sa possibilité , la plus haute, le Dasein est essentiellement « à venir » ».